# دريفتنغ دراغونز
دريفتنغ دراغونز (باليابانية: 空挺ドラゴンズ، بالروماجي: Kūtei Doragonzu) (بالإنجليزية: Drifting Dragons)‏ هي سلسلة مانغا يابانية من تأليف ورسم تاكو كوابارا، نشرت من قبل كودانشا في مجلة جود! أفتر نون، منذ 7 يونيو عام 2016. إنتجت إلى مسلسل أنمي تلفزيوني من قبل استوديو الصورة المضلعة [الإنجليزية]، عرض الأنمي في 9 يناير عام 2020 واستمر عرضه حتى 26 مارس عام 2020، وتكون من 12 حلقة.

## القصة
تدور أحداث القصة عن سفينة اسهما كوين زازا وطاقمها، وهي إحدى سفن صيد التنانين التي تسافر في السماء، وتصطاد التنانين التي تعد مصدر قيم للأدوية والزيوت والطعام.

## الشخصيات
ميكا (باليابانية: ミカ، بالروماجي: Mika)
مؤدي الصوت: تومواكي ماينو
تاكيتا (باليابانية: タキタ، بالروماجي: Takita)
مؤدية الصوت: سورا أماميا
جيرو (باليابانية: ジロー، بالروماجي: Jiro)
مؤدي الصوت: سوما سايتو
فانابيل (باليابانية: ヴァナベル، بالروماجي: vanabero)
مؤدية الصوت: كانا هانازاوا
غيبس (باليابانية: ギブス، بالروماجي: Gibubsu)
مؤدي الصوت: جونيتشي سوابي
كوروسوكو (باليابانية: クロッコ، بالروماجي: kurotsuko)
مؤدي الصوت: توموكازو سيكي
نيكو (باليابانية: ニコ، بالروماجي: Niko)
مؤدي الصوت: تاكاهيرو ساكوراي
بيركو (باليابانية: バーコ، بالروماجي: Berko)
مؤدي الصوت: كوسكي توريومي
كابيلا (باليابانية: カペラ، بالروماجي: kapera)
مؤدية الصوت: ريي كوغيميا
غاغا (باليابانية: ガガ، بالروماجي: Gaga)
مؤدي الصوت: كينتارو كوماغاي
فوي (باليابانية: フェイ، بالروماجي: Fuei)
مؤدي الصوت: ماكوتو فوروكاوا

## وصلات خارجية
- دريفتنغ دراغونز على موقع نتفليكس
- موقع الأنمي الرسمي باللغة اليابانية
- دريفتنغ دراغونز على موقع ANN manga (الإنجليزية)